# Murdochella
Murdochella là một loài ốc biển trong họ Nystiellidae.

## Các loài
Các loài trong chi Murdochella gồm:
- Murdochella alacer Finlay, 1927
- Murdochella antarctica Dell, 1990
- Murdochella crispata Kilburn, 1985
- Murdochella levifoliata (Murdoch & Suter,1906)
- Murdochella lobata Kilburn, 1985
- Murdochella macrina Iredale, 1936
- Murdochella superlata Finlay,1930: đồng nghĩa của Papuliscala superlata (Finlay, 1930)
- Murdochella tertia Finlay, 1930: đồng nghĩa của Murdochella alacer Finlay, 1927